# Werner Forst
Werner Forst (21 de dezembro de 1892 - 3 de fevereiro de 1971) foi um oficial alemão que serviu no Deutsches Heer durante a Segunda Guerra Mundial. Foi condecorado com a Cruz de Cavaleiro da Cruz de Ferro com Folhas de Carvalho.

## Condecorações
| Cruz de Ferro (1914) 2ª Classe                                      | 1 de outubro de 1914    |
| Cruz de Ferro (1914) 1ª Classe                                      | 16 de setembro de 1916  |
| Cruz de Cavaleiro da Ordem da Casa Real de Hohenzollern com Espadas |                         |
| Distintivo de Feridos (1914) em Preto                               |                         |
| Distintivo de Feridos (1914) em Prata                               |                         |
| Cruz de Honra da Guerra Mundial 1914/1918                           | 1934                    |
| Medalha dos Sudetos                                                 |                         |
| Cruz de Ferro (1939) 2ª Classe                                      | 26 de setembro de 1939  |
| Cruz de Ferro (1939) 1ª Classe                                      | 20 de outubro de 1939   |
| Medalha da Frente Oriental                                          |                         |
| Cruz Germânica em Ouro                                              | 14 de março de 1942     |
| Cruz de Cavaleiro da Cruz de Ferro                                  | 29 de agosto de 1943    |
| Cruz de Cavaleiro da Cruz de Ferro com Folhas de Carvalho nº 407    | 22 de fevereiro de 1944 |
| Mencionado na Wehrmachtbericht                                      | 6 de novembro de 1943   |